# Fort Chambray

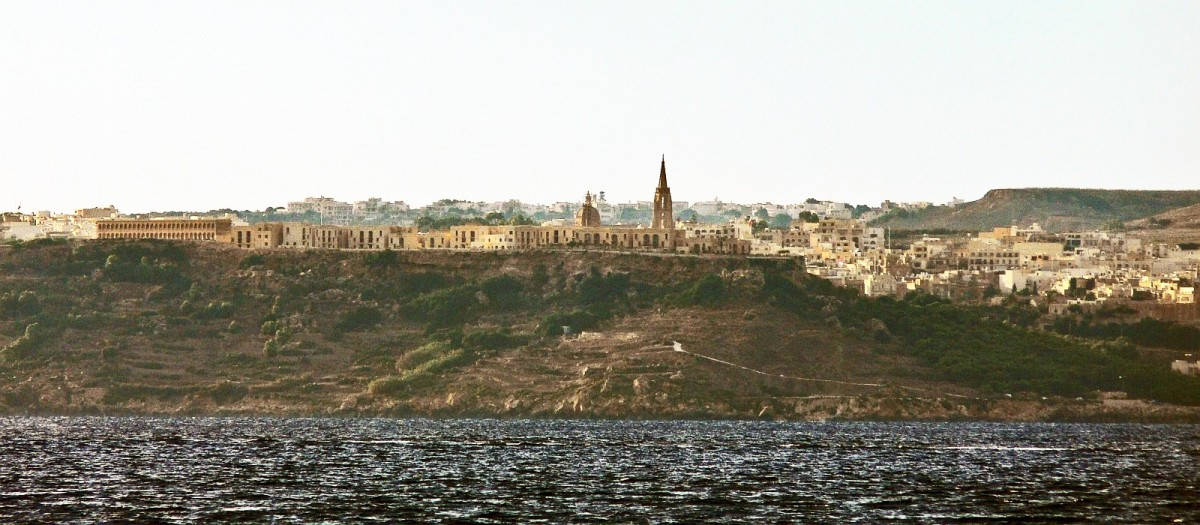
Fort Chambray te Gozo, gezien vanuit de plaats Marfa op Malta.

Fort Chambray is een Maltees fort dat in de buurt ligt bij de plaats Ghajnsielem op het eiland Gozo.

## Locatie
Het Fort Chambray is gebouwd op de heuvel Ras it-Tafal op het eiland Gozo. De heuvel ligt tussen de haven van Mgarr en Xatt I-Ahmar in. Het fort heeft een goed uitzicht op de zeestraat die tussen Malta en Gozo in ligt.

## Geschiedenis
Al langere tijd waren er plannen om een Valletta te bouwen op Gozo. De nieuw te bouwen hoofdstad zou de bestaande hoofdstad Rabat moeten gaan vervangen, zoals ook Valletta de stad Mdina in haar functie had vervangen. Het plan voor de bouw van de nieuwe stad werd goedgekeurd door de Raad van de Orde van Malta in 1722. Op de eerste kaarten zou de nieuw te bouwen stad Citta Vilhena gaan heten, vernoemd naar grootmeester Antonio Manoel de Vilhena. Het plan werd echter in de ijskast gezet door het ontbreken van het nodige geld. Het plan werd hervat bij het aantreden van de nieuwe gouverneur van Gozo: Jacques-François de Chambray. De voormalige admiraal van de vloot van de Orde stak een groot deel van zijn inkomen in de bouwprojecten.
In 1750 werd er begonnen met het grote bouwproject en de bouw werd ook voortgezet na de dood van De Chambray. In 1760 was de plaats klaar om haar eerste inwoners te kunnen ontvangen. De plaats was voorzien van veel gebouwen, maar werd nooit bevolkt. De Orde bouwde daarom twee grote barakken, waardoor de plaats dienst ging doen als fort.
Het fort diende in 1798 als verdedigingspunt van Gozo tegen de troepen van Napoleon Bonaparte. Tijdens het verblijf van de Engelsen op Malta werd de militaire functie van de plaats verwaarloosd. Alleen tijdens de Krimoorlog en de Eerste Wereldoorlog werden er nog soldaten gestationeerd. In de Jaren 30 kreeg het fort een meer humanitaire bestemming. Zo heeft het dienstgedaan als leprozenhuis. Nadat Malta een zelfstandige republiek werd kreeg het fort een toeristische functie toegewezen.